# Joeri Lontsjakov
Joeri Valentinovitsj Lontsjakov (Russisch: Юрий Валентинович Лончаков) (Balqash (Kazachstan), 4 maart 1965) is een Russisch voormalig ruimtevaarder. Lontsjakovs eerste ruimtevlucht was STS-100 met de spaceshuttle Endeavour en vond plaats op 19 april 2001. Naast materiaal vervoerde de missie bemanningsleden naar het Internationaal ruimtestation ISS om te helpen met het installeren van de robotarm Canadarm2.
In totaal heeft Lontsjakov drie ruimtevluchten op zijn naam staan. Tijdens zijn missies maakte hij twee ruimtewandelingen. In 2013 ging hij als astronaut met pensioen. 